# Twister II
Twister II in Elitch Gardens (Denver, Colorado, USA) ist eine Holzachterbahn des Herstellers Hensel Phelps Construction, die am 27. Mai 1995 eröffnet wurde. Sie wurde von John Pierce konstruiert.
Die Bahn basiert auf der ehemaligen Achterbahn Mr. Twister von Elitch Gardens vor dessen Versetzung.

## Züge
Twister II besitzt Züge des Herstellers Philadelphia Toboggan Coasters mit jeweils vier Wagen. In jedem Wagen können sechs Personen (drei Reihen à zwei Personen) Platz nehmen. Die Züge wurden zur Saison 2003 ausgetauscht. Zuvor hatte Twister II 5-Wagen-Züge mit zwei Sitzreihen pro Wagen.